# Scarabaeini
Scarabaeini (лат.) — триба пластинчатоусых из подсемейства Scarabaeinae.

## Описание
Длина тела 7—46 мм. Тело крупное, широкоовальное, иногда почти круглое дорсовентрально уплощённое. Голова и передние голени копательные, вооружены мощными зубцами. Глаза широко разделены отростком щеки на верхние и нижние доли. Голова с одним лобным швом (или килем), часто сглаженным. Усики 9-члениковые с 3-членикоаой асимметричной булавой. Передние голени с 3—4 сильными наружными зубцами, лишены лапок. Половой диморфизм выражен слабо.

## Ареал
Виды трибы описаны из Южной Европы, Африки, Передней, Средней и Южной Азии, Южной Америки, Восточной Австралии.

## Систематика
В трибе описаны 13 родов и более чем 130 видов.

## Перечень родов
- Allogymnopleurus Janssens, 1940
- Ateuchetus Bedel, 1892 (= также считается подродом в Scarabaeus)
- Drepanopodus Janssens, 1940
- Garreta Janssens, 1940
- Gymnopleurus Illiger, 1803
- Kheper Janssens, 1940
- Mnematidium
- Mnematium
- Neosisyphus G. Müller, 1942
- Pachylomera Kirby, 1828
- Paragymnopleurus Shipp, 1897
- Scarabaeus Linnaeus, 1758
- Sceliages Westwood, 1837
- Sisyphus Latreille, 1807